# Liste der Kulturdenkmäler in Masthorn
In der Liste der Kulturdenkmäler in Masthorn sind alle Kulturdenkmäler der rheinland-pfälzischen Ortsgemeinde Masthorn aufgeführt. Grundlage ist die Denkmalliste des Landes Rheinland-Pfalz (Stand: 27. Juni 2022).

## Einzeldenkmäler
| Bezeichnung                           | Lage                         | Baujahr | Beschreibung | Bild                           |
| ------------------------------------- | ---------------------------- | ------- | --- | ------------------------------ |
| Katholische Filialkirche St. Wendelin | Hauptstraße, Dorfstraße Lage |         | zweiachsiger Saalbau mit quadratischem Chorturm, im Kern wohl spätmittelalterlich, im 18. Jahrhundert verändert | weitere Bilder Fotos hochladen |